# Chirodropus palmatus
Chirodropus palmatus é uma espécie de medusa cúbica da família Chirodropidae.